# Musée du Panthéon national haïtien

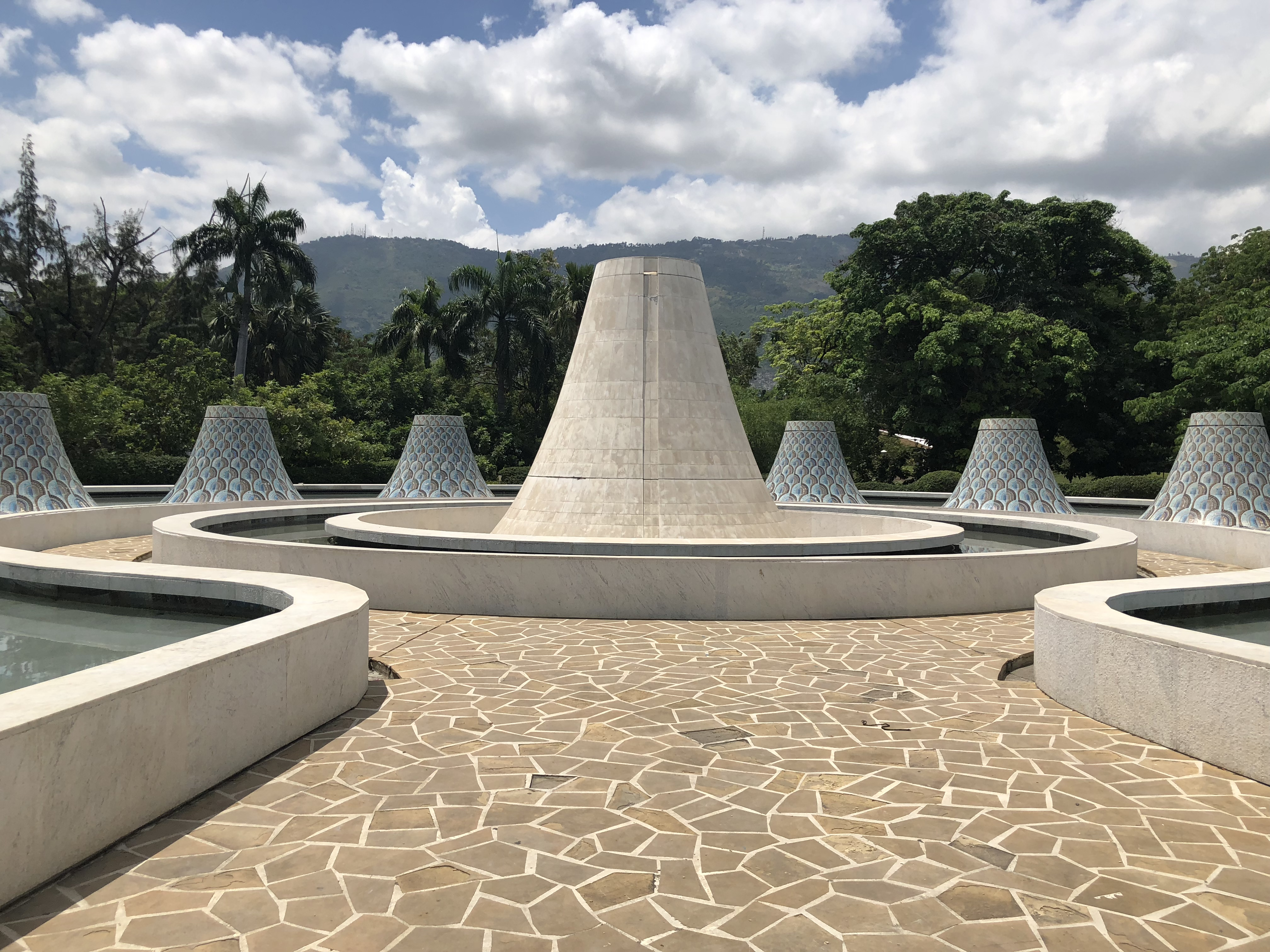
Musée du Panthéon national haïtien (Dachterrasse)

Das Musée du Panthéon national haïtien (Haitianisch-Kreolisch Mize Panteyon Nasyonal Ayisyen; deutsch Museum des nationalen Panthéons Haitis; MUPANAH) ist ein 1983 eröffnetes Nationalmuseum im Zentrum der Hauptstadt Port-au-Prince.

## Geschichte und Lage
Das Musée du Panthéon national haïtien in Port-Au-Prince wurde während der autokratischen Präsidentschaft von Jean-Claude Duvalier („Baby Doc“) errichtet und am 7. April 1983 mit dem Ziel, das Andenken an die Väter des Vaterlandes zu bewahren und zu verbreiten, eröffnet.
Es liegt unmittelbar östlich neben dem Gelände des Palais national. Anders als der Präsidentenpalast wurde es in dem verheerenden Erdbeben des Jahres 2010 kaum in Mitleidenschaft gezogen, da es sich um eine halb eingegrabene Konstruktion handelt, von der lediglich die Dachterrasse und die oberen Strukturen der Baulichkeit aus dem Boden ragen. Bauart und Grundriss folgen der Tradition, in der die Taino ihre Siedlungen gestalteten.
Neben dem Hauptgebäude, dessen Zugang über eine absteigende Treppe erreicht wird, liegt ein kleiner Park („Les Jardins du Mupanah“), durch den ein Weg zu der bronzenen Reiterstatue von Jean-Jacques Dessalines führt.

## Ausstellung

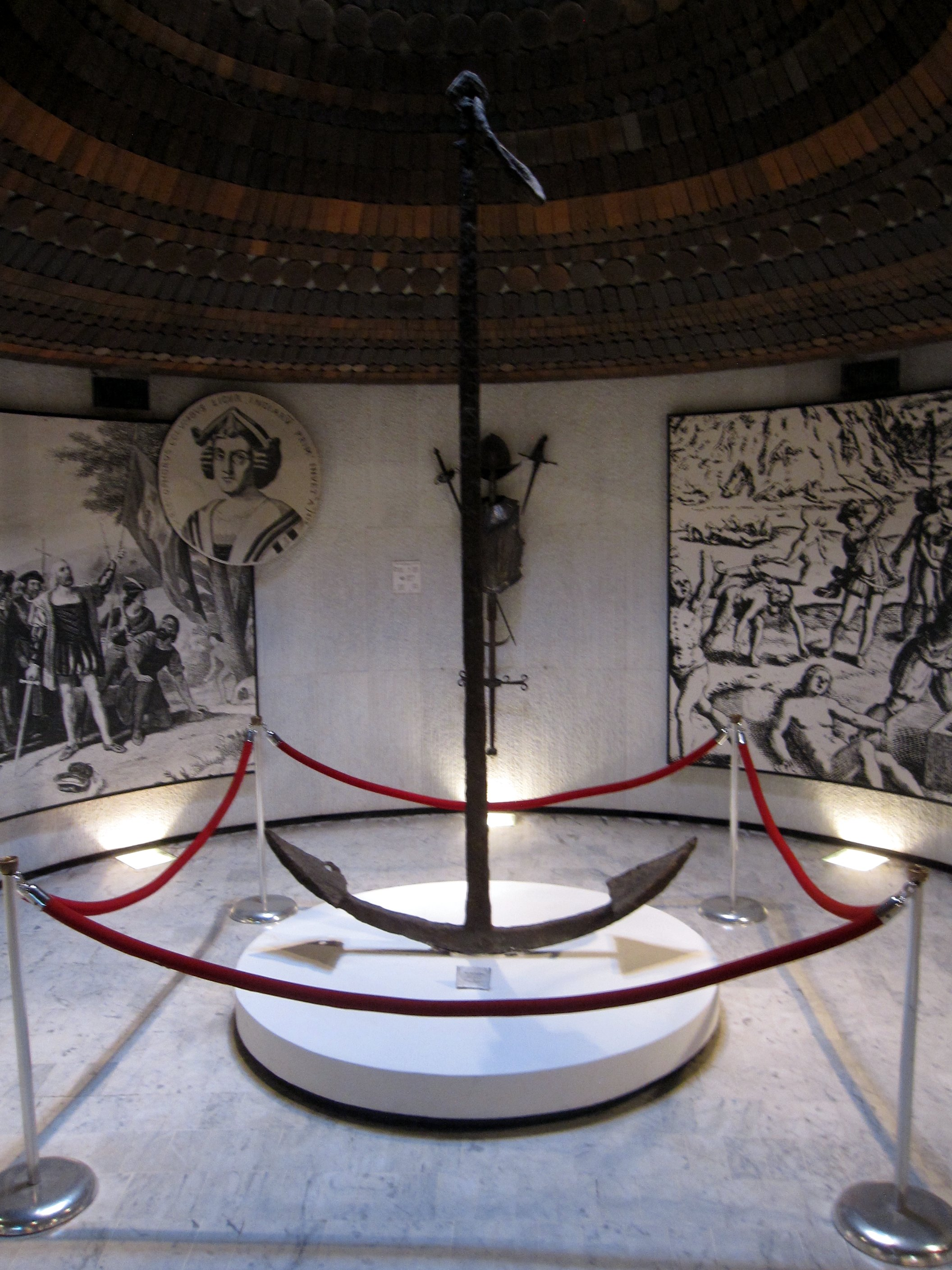
Anker der Santa Maria

Das Museum zeigt Ausstellungsstücke, die den Gang der Geschichte Haitis widerspiegeln.
Aus ältester Zeit sind Artefakte, die der indigenen Bevölkerung der Taíno aus Zeiten vor Ankunft der ersten Europäer zugerechnet werden.

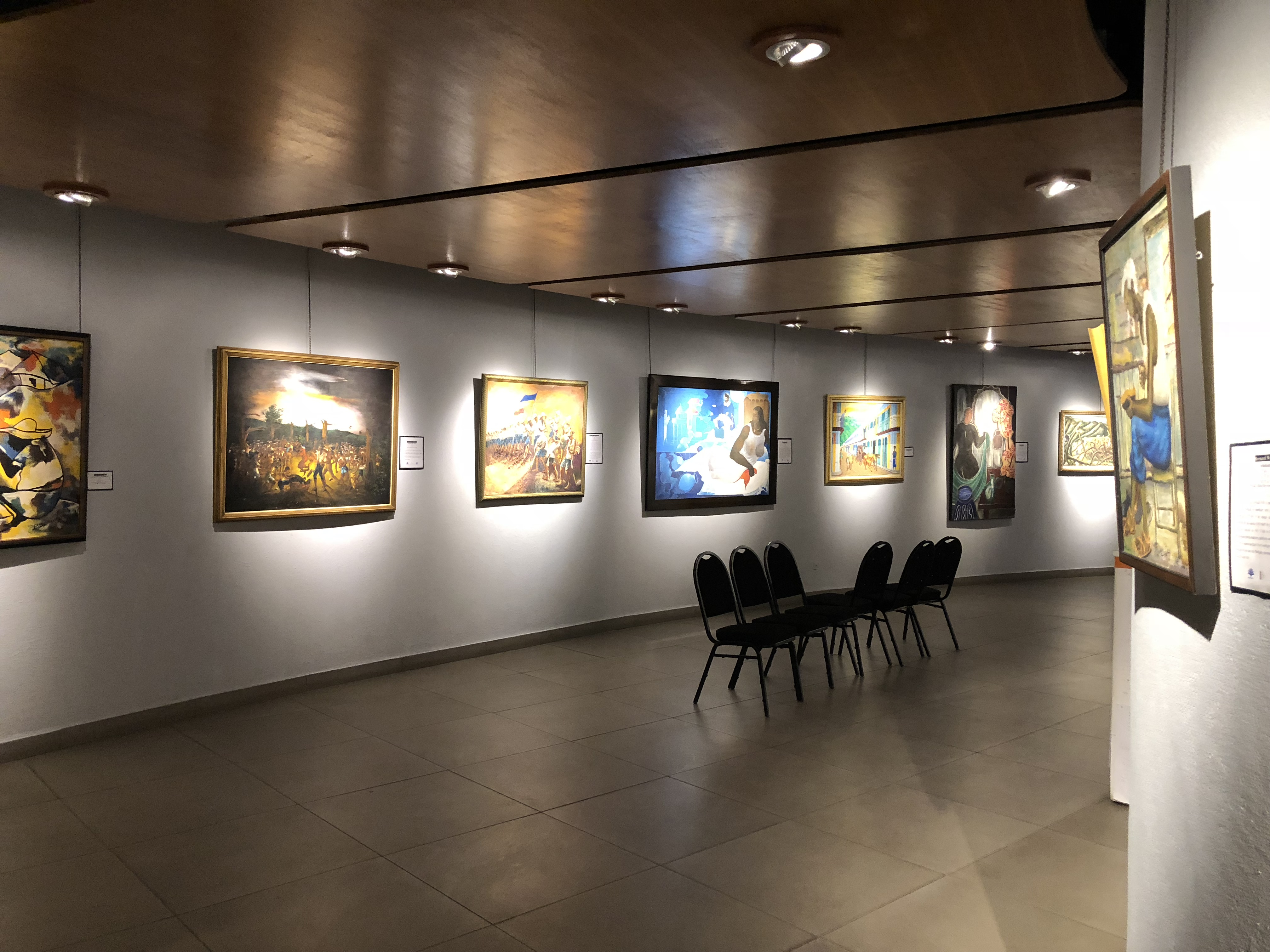
Gemäldegalerie des MUPANAH

Christoph Kolumbus landete als erster Fremder in spanischen Diensten 1492 mit der Santa Maria im Norden des heute haitianischen Teils der Insel Hispaniola. Von dem Schiff befindet sich ein Anker im MUPANAH, der rund 4 Meter hoch ist. Der Anker tauchte auf, bevor das Wrack der Santa Maria gefunden wurde, Gleichwohl gehen Wissenschaftler davon aus, dass es sich um ein Original der acht Anker, über die das Schiff verfügte, handelt.
Aus der Zeit der spanischen Besiedlung und französischen Kolonie Saint-Domingue zeugen diverse Artefakte aus dem Bereich des täglichen Lebens der damaligen Bewohner, wobei sowohl das Leben der Europäer als auch das der aus Afrika verschleppten Sklaven berücksichtigt wird.
Eine Abteilung ist den Helden der haitianischen Revolution auf dem Weg zur Unabhängigkeit (1804) und darüber hinaus gewidmet. So ist die Glocke, mit der die haitianische Unabhängigkeit bekannt gegeben wurde, zu sehen. Ferner gehört die Silberpistole, mit der Henri Christophe im Jahr 1820 Selbstmord beging, zur Sammlung.
Neben der Sammlung historischer Ausstellungsstücke besteht eine Gemäldegalerie, in der künstlerische Darstellungen historischer Begebenheiten und Personen zu sehen sind.